# Osice (ort i Tjeckien)
Osice är en ort i Tjeckien. Den ligger i den centrala delen av landet, 90 km öster om huvudstaden Prag. Osice ligger 265 meter över havet och antalet invånare är 409.
Terrängen runt Osice är huvudsakligen platt. Osice ligger uppe på en höjd.Runt Osice är det tätbefolkat, med 659 invånare per kvadratkilometer. Närmaste större samhälle är Hradec Králové, 12,8 km nordost om Osice. Runt Osice är det i huvudsak tätbebyggt.